# فانتسي ستار (لعبة فيديو)
لعبة فانتسي ستار (بالإنجليزية: Phantasy Star)‏ (باليابانية: ファンタシースター) ، هي لعبة فيديو من نمط تقمص الأدوار، أنتجت من قبل شركة سيجا اليابانية وصدرت بتاريخ 20 ديسمبر 1987م، وصدرت في الولايات المتحدة وأوروبا عام 1988م.

## وصلات خارجية
- Phantasy Star on Phantasy Star Cave.
- Phantasy Star Generation 1 English Translation on Phantasy Star Cave.